# کنتون (تنسی)
کنتون(به انگلیسی: Kenton) شهری در ایالت تنسی کشور ایالات متحده آمریکا است که جمعیت آن در سرشماری سال ۲۰۱۰ میلادی، ۱٬۲۸۱ نفر بوده‌است.